# Конингэм, Генри, граф Конингэм
Генри Конингэм, 1-й граф Конингэм (англ. Henry Conyngham, 1st Earl Conyngham; 1705 — 3 апреля 1781) — британский дворянин и политик.

## Биография
Родился в 1705 году. Второй сын генерал-лейтенанта Генри Конингэма (? — 1706) из замка Слейн и его жены Мэри Уильямс (? — 1710), дочери сэра Джона Уильямса, 2-го баронета, и вдовы Чарльза Петти, 1-го барона Шелбурна (1672—1696). Он унаследовал фамильное поместье после смерти своего старшего брата Уильяма Конингэма (? — 1738).
Будучи отсутствующим землевладельцем, он владел обширной недвижимостью в графствах Мит и Донегол, проводя большую часть своего времени за границей. Несмотря на то, что он был британским депутатом, он также контролировал карманный ирландский избирательный округ Ньютаун Лимавади и заседал в Ирландской палате общин от Киллибегса в 1727—1753 годах.
В 1746 году Генри Конингэм занимал пост губернатора графства Донегол. С 1747 по 1754 год — депутат Палаты общин Великобритании от Тивертона. С 1747 по 1779 год — вице-адмирал Ольстера. 3 октября 1753 годя ему был пожалован титул 1-го барона Конингэма из Маунт-Чарльза в графстве Донегол (Пэрство Ирландии). В 1754 году он занимал пост губернатора графства Лондондерри. С 1756 по 1774 год — член Палаты общин Великобритании от Сэндвича. 20 июля 1756 года для него был создан титул 1-го виконта Конингэма (Пэрство Ирландии).
В 1765 году он был назначен тайным советником Ирландии.
4 января 1781 года для Генри Конингэма были созданы титулы 1-го графа Конингэма из Маунт-Чарльза в графстве Донегол (Пэрство Ирландии) и 1-го барона Конингэма из Маунт-Чарльза в графстве Донегол (Пэрство Ирландии).
В декабре 1744 года Генри Конингэм женился на Эллен Меррет (ок. 1725 — 15 июня 1816), дочери Соломона Меррета и Ребекки Сэвидж, но детей у него не было. После его смерти все его титулы угасли, за исключением барона Конингэма, который по особому праву перешел к его племяннику Фрэнсису Бертону, принявшему фамилию Конингэм.
3 апреля 1781 года Генри Конингэм скончался в Бате, графство Сомерсет, Англия. Он был похоронен в замке Сейн, графство Мит, Ирландия.